# Копнена војска Руске Федерације
Руска копнена војска (рус. Сухопутные войска Российской Федерации — „Копнена војска Руске Федерације”) су копнена компонента Оружаних снага Русије. Образована је 1992. године од остатака бивше совјетске копнене војске. Иако постоји тек двадесет година, своју традицију вуче још од Руске царске војске из времена Руске Империје.
Од 1992., копнена војска је повукла хиљаде својих припадника бивше совјетске војске из бивших држава и остала врло актива у Првом и Другом чеченском рату, мировним мисијама и осталим операцијама у бившим совјетским државама. Једна од недавних ратних операција је био Руско-грузијски рат 2008. године због напада Грузије на Јужну Осетију.
Руска копнена војска учествовала је у Руској интервенција на Криму
Војна полиција Руске копнене војске учествовала је у Руској интервенцији у Сирији

## Опрема

### Тенкови
- Т-14 Армата = 20+
- Т-90 = 370+ (200 у резерви)
- Т-80 = 450+ (3.000 у резерви)
- Т-72 =  2.030 (7.000 у резерви)

### Борбена возила пешадије
- БМПТ Терминатор = 10+
- БМП-3 = 620
- БМП-2 = 3.000 (1.500 у резерви)
- БМП-1 = 500 (7.000 у резерви)
- БМД-4M = 341
- БМД-3 = 10
- БМД-2/2M = 1.000 (1.000+ у резерви)
- БМД-1 = 99 у резерви

### Самоходна против-оклопна оруђа
- 2С25 Спрут-СД = 25
- Корнет-Д = 92
- 9П163М-1 Корнет-Т = 20+
- 9П157-2 Хризантема-С/СП = 30+
- 9П149 Штурм-С/СМ = 870+
- 9П148 Конкурс = 60

### Оклопни транспортери
- Камаз Тајфун = 328
- Камаз 5350-379 = ?
- Камаз 43501 Патрул = 5+
- Урал Тајфун = 187
- BТР-МДМ= 108
- БТР-90 = 80-139
- БТР-80/82 = 2.600
- БТР-70 = 200
- БТР-60 = 4.000 у резерви
- БМП-97 = 100+
- СБА-60К2 Булат = 15-30
- МТ-ЛБ = 3.500 (2.000 у резерви)
- БМО-Т = ?
- БРДМ-2 = 1.000 (1.000 у резерви)
- Газ Тигр = ?
- Линза = ?
- Рис = ?

### Вучна артиљерија
- 2А65 Мста-Б = 150 (600 у резерви)
- 2А36 Гианцит-Б = 131 (1.100 у резерви)
- 2А18 Д-30 = 564 (4.400 у резерви)
- 2Б16 Нона-К = 100
- 2А29 МТ-12 Рапира = 526

### Самоходне хаубице
- 2С7М Малка = 60 (260 у резерви)
- 2С35 Коалиција-СВ = 12+
- 2С19 Мста-С = 820
- 2С5 Гианцит-С = 100 (850 у резерви)
- 2С3 Акација = 800 (1.000 у резерви)
- 2С1 Гвоздика = 150 (2.000 у резерви)
- 2С34 Хоста = <50
- 2С4 Тулпан = 40 (390 у резерви)
- 2С23 Нона-СВК = 30

### Самоходни вишецевни лансери ракета
- БМ-30 Смерч/Торнадо-С = 120
- БМ-27 Ураган = 200 (90 у резерви)
- Ураган-1М = 6+
- ТОС-1 = 45+
- Торнадо-Г = 180
- БМ-21 Град = 550 (2.200 у резерви)

### Системи против-ваздухопловне одбране (ПВО)
- С-500 = ?
- С-400 = 560
- С-350 = 8+
- С-300 = 1.720 (Варијанте ПС/ПМУ/В/ВМ/В4)
- 9К317М БУК М-3 = 60
- 9К317 БУК-М2 = 90
- 9К37М БУК-М1-2 = 200
- 9К330/331 ТОР-М1/М2/М2У/М2ДТ = 120+
- 96К6 Панцир-С1/С-2/СМ = 146+
- 9К35 Стрела-10/Стрела-10МН = 400
- 9К33 Оса = 400
- 2К22 Тангуска = 250+[1]
- ЗСУ-23-4 = ?
- ЗУ-23-2 = ? [2][3]

- Тенк Т 14 Армата
- Т 72Б3
- БМПТ Терминатор
- БМП 3
- БМД 4
- Камаз Тајфун
- Газ тигр
- БТР 82А
- БМ 30
- Торнадо-Г
- ТОС-1А
- МСТА-С
- 2С19 Мста-С
- ПВО систем С-400
- ПВО систем Панцир-С1
- ПВО систем ТОР-М2 У
- ПОВР Корнет
- Аутоматска пушка АК-12